# Dajana Eitberger
Dajana Eitberger, née le 7 janvier 1991 à Ilmenau (Thuringe), est une lugeuse allemande.

## Carrière
Championne du monde junior en 2011, elle fait ses débuts au plus haut niveau durant la saison 2012-2013. En 2014, elle est médaillée de bronze aux Championnats d'Europe deux semaines après avoir assuré son premier podium en Coupe du monde à Oberhof.
Lors des épreuves de luge des Jeux olympiques de 2018, elle obtient la médaille d'argent en individuel, devancée par sa compatriote Natalie Geisenberger et devant la Canadienne Alex Gough.

## Palmarès

### Jeux olympiques
- Pyeongchang 2018 :
  -  : Médaille d'argent en simple

### Championnats du monde de luge
- : Médaille d'or en sprint en  2023.
- : Médaille d'or en relais en  2024.
- : Médaille d'argent en double mixte en 2025.
- : Médaille de bronze en simple en 2021 et 2023.
- : Médaille de bronze en sprint en 2016, 2019 et 2021.
- : Médaille de bronze en double en 2025.

### Coupe du monde
- Meilleur classement général : 2e en 2015 et 2018.
- 1 petit globe de cristal en individuel : 
  - Vainqueur du classement sprint en 2016.
- 33 podiums individuels : 
  - en simple : 8 victoires, 3 deuxièmes places et 10 troisièmes places.
  - en sprint : 2 victoires, 5 deuxièmes places et 5 troisièmes places.
- 11 podiums en double : 
  - en simple : 1 victoire, 3 deuxièmes places et 4 troisièmes places.
  - en sprint : 1 deuxième place et 2 troisièmes places.
- 2 podiums en double mixte : 1 victoire et 1 troisième place.
- 8 podiums en relais : 6 victoires et 2 deuxièmes places.

### Championnats d'Europe de luge
- : Médaille d'or en simple en 2015.
- : Médaille d'or par équipes en 2015.
- : Médaille d'argent en simple en 2023.
- : Médaille de bronze en simple en 2014 et 2019.